# Mützens
Mützens (früher „Mietzens“) ist eine Rotte und eine Ortschaft der Gemeinde Matrei am Brenner in Tirol, die bereits im Jahre 1050 als „Mucines“ erwähnt wird.
Der Ort liegt im Wipptal westlich vom Hauptort Matrei am Brenner am Weg zum Wallfahrtsort Maria Waldrast.
Bedeutendstes Bauwerk in Mützens ist die Kirche St. Peter und Paul, die 1286 als St.-Peters-Kirchlein erstmals urkundlich genannt ist. 1750 wurde sie barockisiert – innen ausgestattet mit Rokokostukkaturen, barocker Altar (um 1625), seitlich Hl. Petrus und Paulus und Kreuzwegstationen (1738). Auf dem Altar steht eine geschnitzte Pietà von Jakob Pacher (1625), die von Johann Stolz aus Mietzens zum Dank für die glückliche Heimkehr aus der Schlacht am Weißen Berg in Prag gestiftet wurde.
Beim Bau der Brennerstraße wurden 1852 in Mützens 3000 Jahre alte illyrische Urnengräber freigelegt.
Im Weiler Mützens befand sich möglicherweise einst eine Siedlung römischer Veteranen.